# 热迪讷
热迪讷（法語：Gedinne，法語發音：[ʒədin]）是比利时瓦隆大区那慕爾省迪南区的一个市镇，西与法国接壤，东北角接盧森堡省，通行法语，是比利时法语社群的一部分，面积151.56平方千米，人口4,563人（2018年1月1日）。